# Списак припајања компаније Cisco Systems
Cisco Systems је америчка компанија рачунарске мреже  која је своју прву комерцијалну аквизицију направила 1993. године, што је пратило низ даљих аквизиција.

## Историја
Компанија је основана 1984. године, Cisco није стекао компанију током првих седам година свог постојања; али, 24. септембра 1993. године, Cisco је купио Crescendo Communications, LAN switching компанију. Након прве, аквизиције су представљале 50% пословања компаније.
Највећа аквизиција компаније од априла 2008. године је куповина Scientific-Atlanta-произвођача кабловске телевизије, телекомуникација и широкопојасне опреме-за US$6,9 милијарди. Куповина је представљала интерес да је Cisco имао Интернет телевизију, како би потрошња на прекидачима и рутерима била смањена, а проширила базу потрошача производа на корпорације након претходног стицања Linksys Inc., произвођача бежичног умрежавања производа за домове и мала предузећа. Извршни директор (CEO) у то време, Џон Чемберс, описао је то као куповину "средње величине", али је куповина била највећа коју је Cisco платио 7,29 америчких долара милијарди за Cerent Corporation 1999. Споразум је објављен у новембру 2005. године, а завршен је почетком 2006.
Већина компанија стечених од стране Cisco имају седиште у Сједињеним Америчким Државама (САД) и укупно 149 предузећа су стекли од марта 2011. Већина предузећа стечених се односе на мреже рачунара, са неколико ЛАН пребацивања и Интернет телефонијом (VoIP) компаније укључене у листу аквизиција.

## Аквизиције
Свака куповина је за дотично предузеће у целини, осим ако није другачије назначено, а датум споразума између Cisco Systems и предмета набавке је наведен. Вредност сваког стицања је наведена у US$ валути јер Cisco Systems има седиште у Калифорнији, САД.
Већина производа и пословања долазе кроз набавку. Cisco Systems је потрошио више од 70 милијарди долара за набавку.
| Датум аквизиције    | Компанија                           | Бизнис | Земља            | Вредност (USD) | Референце         |
| ------------------- | ----------------------------------- | --- | ---------------- | -------------- | ----------------- |
| 24. септембар 1993. | Crescendo Communications            | LAN пребацивање | Сједињене Државе | $94.500.000    | [ 2 ] [ 4 ]       |
| 12. јул 1994.       | Newport Systems Solutions           | Рутер | Сједињене Државе | $95.000.000    | [ 5 ] [ 6 ] [ 7 ] |
| 24. октобар 1994.   | Kalpana                             | LAN пребацивање | Сједињене Државе | $204.000.000   | [ 8 ] [ 9 ]       |
| 8. децембар 1994.   | LightStream                         | ATM пребацивање | Сједињене Државе | $120.000.000   | [ 10 ] [ 11 ]     |
| 10. август 1995.    | Combinet                            | Софтвер даљинског десктопа | Сједињене Државе | $114.200.000   | [ 12 ] [ 13 ]     |
| 6. септембар 1995.  | Internet Junction                   | Пролаз (телекомуникације) | Сједињене Државе | $5.500.000     | [ 14 ]            |
| 27. октобар 1995.   | Network Translation                 | Заштитни зид | Сједињене Државе | $30.000.000    | [ 15 ]            |
| 6. новембар 1995.   | Grand Junction Networks             | LAN пребацивање | Сједињене Државе | —              | [ 16 ]            |
| 23. јануар 1996.    | TGV Software                        | Интернет софтвер компанија | Сједињене Државе | $115.000.000   | [ 17 ]            |
| 22. април 1996.     | StrataCom                           | ATM пребацивање | Сједињене Државе | $4.000.000.000 | [ 18 ] [ 19 ]     |
| 22. јул 1996.       | Telebit                             | Модем | Сједињене Државе | $200.000.000   | [ 20 ] [ 21 ]     |
| 6. август 1996.     | Nashoba Networks                    | LAN пребацивање | Сједињене Државе | $100.000.000   | [ 22 ]            |
| 3. септембар 1996.  | Granite Systems                     | Рачунарска мрежа | Сједињене Државе | $220.000.000   | [ 23 ]            |
| 14. октобар 1996.   | Netsys Technologies                 | Симулација мреже | Сједињене Државе | $79.000.000    | [ 24 ]            |
| децембар 1996.      | Metaplex                            | Рачунарска мрежа | Сједињене Државе | —              | [ 25 ]            |
| 26. март 1997.      | Telesend                            | Приступ Интернету | Сједињене Државе | —              | [ 26 ] [ 27 ]     |
| 9. јун 1997.        | Skystone Systems                    | Синхроно оптичко умрежавање | Канада           | $89.100.000    |                   |
| 24. јун 1997.       | Global Internet Software Group      | Заштитни зид | Сједињене Државе | $40.250.000    | [ 28 ]            |
| 24. јун 1997.       | Ardent Communications               | Приступ Интернету | Сједињене Државе | $156.000.000   |                   |
| 2. септембар 1997.  | Integrated Network                  | ДСЛ | Сједињене Државе | —              |                   |
| 22. децембар 1997.  | LightSpeed International            | Интернет телефонија | Сједињене Државе | $160.000.000   |                   |
| 18. фебруар 1998.   | WheelGroup                          | Рачунарска безбедност | Сједињене Државе | $124.000.000   | [ 29 ]            |
| 10. март 1998.      | NetSpeed                            | Приступ Интернету | Сједињене Државе | $236.000.000   |                   |
| 11. март 1998.      | Precept Software                    | Интернет телевизија | Сједињене Државе | $84.000.000    |                   |
| 4. мај 1998.        | CLASS Data Systems                  | Рачунарска мрежа | Сједињене Државе | $50.000.000    |                   |
| 28. јул 1998.       | Summa Four                          | LAN пребацивање | Сједињене Државе | $116.000.000   |                   |
| 21. август 1998.    | American Internet                   | Рачунарска мрежа | Сједињене Државе | $56.000.000    |                   |
| 15. септембар 1998. | Clarity Wireless                    | Бежичне мреже | Сједињене Државе | $157.000.000   | [ 30 ]            |
| 14. октобар 1998.   | Selsius Systems                     | Интернет телефонија | Сједињене Државе | $145.000.000   |                   |
| 2. децембар 1998.   | Pipelinks                           | Синхроно оптичко умрежавање | Сједињене Државе | $126.000.000   |                   |
| 8. април 1999.      | Fibex Systems                       | Дигитални носач петље | Сједињене Државе | $250.000.000   | [ 31 ] [ 32 ]     |
| 8. април 1999.      | Sentient Networks                   | Интернет телефонија | Сједињене Државе | $195.000.000   | [ 31 ]            |
| 13. април 1999.     | GeoTel Communications               | Интернет телефонија | Сједињене Државе | $2.000.000.000 | [ 33 ]            |
| 28. април 1999.     | Amteva Technologies                 | Интернет телефонија | Сједињене Државе | $170.000.000   | [ 33 ]            |
| 17. јун 1999.       | TransMedia Communications           | Пролаз (телекомуникације) | Сједињене Државе | $407.000.000   | [ 33 ]            |
| 29. јун 1999.       | StratumOne Communications           | Синхроно оптичко умрежавање | Сједињене Државе | $435.000.000   | [ 33 ]            |
| 16. август 1999.    | Calista                             | Пословни телефонски систем | Сједињене Државе | $55.000.000    | [ 33 ]            |
| 18. август 1999.    | MaxComm Technologies                | Интернет телефонија | Сједињене Државе | $143.000.000   | [ 33 ]            |
| 26. август 1999.    | Monterey Networks                   | Синхроно оптичко умрежавање | Сједињене Државе | $500.000.000   | [ 33 ]            |
| 26. август 1999.    | Cerent                              | Синхроно оптичко умрежавање | Сједињене Државе | $6.900.000.000 | [ 33 ]            |
| 31. август 1999.    | IBM Networking Hardware Division    | Рачунарска мрежа | Сједињене Државе | $2.000.000.000 | [ 34 ]            |
| 15. септембар 1999. | COCOM A/S                           | Кабловски модем | Данска           | $65.600.000    | [ 33 ]            |
| 22. септембар 1999. | Webline Communications              | Контакт менаџер | Сједињене Државе | $325.000.000   | [ 35 ]            |
| 26. октобар 1999.   | Tasmania Network Systems            | Веб-кеш | Сједињене Државе | $25.000.000    | [ 33 ]            |
| 9. новембар 1999.   | Aironet Wireless Communications     | Бежични LAN | Сједињене Државе | $799.000.000   | [ 33 ]            |
| 11. новембар 1999.  | V-Bits                              | Дигитални видео | Сједињене Државе | $128.000.000   | [ 33 ]            |
| 16. децембар 1999.  | Worldwide Data Systems              | Саветовање информационих технологија | Сједињене Државе | $25.500.000    | [ 33 ]            |
| 17. децембар 1999.  | Internet Engineering Group          | Синхроно оптичко умрежавање | Сједињене Државе | $25.000.000    | [ 33 ]            |
| 20. децембар 1999.  | Pirelli Optical Systems             | Пренос информација оптичким каблом | Италија          | $2.150.000.000 | [ 36 ]            |
| 19. јануар 2000.    | Compatible Systems                  | Виртуелна приватна мрежа | Сједињене Државе | $317.000.000   | [ 37 ] [ 38 ]     |
| 19. јануар 2000.    | Altiga Networks                     | Виртуелна приватна мрежа | Сједињене Државе | $250.000.000   | [ 37 ] [ 38 ]     |
| 16. фебруар 2000.   | Growth Networks                     | Чипсет | Сједињене Државе | $355.000.000   |                   |
| 1. март 2000.       | Atlantech Technologies              | Мрежни менаџмент | УК               | $180.000.000   | [ 39 ]            |
| 16. март 2000.      | JetCell                             | Мобилни телефон | Сједињене Државе | $200.000.000   | [ 40 ]            |
| 16. март 2000.      | infoGear Technology                 | Информациони менаџмент | Сједињене Државе | $301.000.000   |                   |
| 29. март 2000.      | SightPath                           | Дигитално преузимање | Сједињене Државе | $800.000.000   |                   |
| 11. април 2000.     | PentaCom                            | LAN пребацивање | Израел           | $118.000.000   |                   |
| 12. април 2000.     | Seagull Semiconductor               | Рачунарска мрежа | Израел           | $19.000.000    |                   |
| 5. мај 2000.        | Arrowpoint Communications           | LAN пребацивање | Сједињене Државе | $5.700.000.000 | [ 41 ]            |
| 12. мај 2000.       | Qeyton Systems                      | Мултиплексирана таласна дужина | ШВЕ              | $800.000.000   | [ 42 ]            |
| 5. јун 2000.        | HyNEX                               | Приступ Интернету | Израел           | $127.000.000   | [ 43 ]            |
| 7. јул 2000.        | Netiverse                           | LAN пребацивање | Сједињене Државе | $210.000.000   |                   |
| 2001.               | AuroraNetics                        | Рачунарска мрежа | Сједињене Државе | $150.000.000   | [ 44 ]            |
| 25. јул 2000.       | Komodo Technology                   | Интернет телефонија | Сједињене Државе | $175.000.000   |                   |
| 27. јул 2000.       | NuSpeed Internet Systems            | iSCSI | Сједињене Државе | $450.000.000   |                   |
| 1. август 2000.     | IPmobile                            | Мобилне апликације | Сједињене Државе | $425.000.000   | [ 45 ]            |
| 31. август 2000.    | PixStream                           | Media player (апликациони софтвер) | Сједињене Државе | $369.000.000   |                   |
| 28. септембар 2000. | IPCell Technologies                 | Интернет телефонија | Сједињене Државе | $200.000.000   | [ 46 ]            |
| 28. септембар 2000. | Vovida Networks                     | Интернет телефонија | Сједињене Државе | $169.000.000   | [ 46 ]            |
| 20. октобар 2000.   | CAIS Software                       | Интегрисано развојно окружење | Сједињене Државе | $170.000.000   |                   |
| 10. новембар 2000.  | Active Voice                        | Комуникациони софтвер | Сједињене Државе | $266.000.000   |                   |
| 13. новембар 2000.  | Radiata                             | Бежичне мреже | Аустралија       | $295.000.000   | [ 47 ]            |
| 14. децембар 2000.  | ExiO Communications                 | Бежичне мреже | Сједињене Државе | $155.000.000   | [ 48 ]            |
| 27. јул 2001.       | Allegro Systems                     | Виртуелна приватна мрежа | Сједињене Државе | $181.000.000   | [ 49 ]            |
| 1. мај 2002.        | Hammerhead Networks                 | Рачунарска мрежа | Сједињене Државе | $173.000.000   | [ 50 ]            |
| 1. мај 2002.        | Navarro Networks                    | Рачунарска мрежа | Сједињене Државе | $85.000.000    | [ 50 ]            |
| 25. јул 2002.       | AYR Networks                        | Рачунарска мрежа | Сједињене Државе | $113.000.000   | [ 51 ]            |
| 20. август 2002.    | Andiamo Systems                     | Складиштење података | Сједињене Државе | $2.500.000.000 | [ 52 ]            |
| 22. октобар 2002.   | Psionic Software                    | Систем за детекцију упада | Сједињене Државе | $12.000.000    |                   |
| 24. јануар 2003.    | Okena                               | Систем за детекцију упада | Сједињене Државе | $154.000.000   |                   |
| 19. март 2003.      | SignalWorks                         | Ехо отказивање | Сједињене Државе | $13.500.000    |                   |
| 20. март 2003.      | Linksys                             | Рачунарска мрежа | Сједињене Државе | $500.000.000   |                   |
| 12. новембар 2003.  | Latitude Communications             | Веб конференцирање | Сједињене Државе | $80.000.000    | [ 53 ]            |
| 12. март 2004.      | Twingo Systems                      | Рачунарска безбедност | Сједињене Државе | $5.000.000     | [ 54 ]            |
| 22. март 2004.      | Riverhead Networks                  | Рачунарска безбедност | Сједињене Државе | $39.000.000    | [ 55 ]            |
| 17. јун 2004.       | Procket Networks                    | Рутер | Сједињене Државе | $89.000.000    | [ 56 ]            |
| 29. јун 2004.       | Actona Technologies                 | Складиштење података | Сједињене Државе | $82.000.000    | [ 57 ]            |
| 8. јул 2004.        | Parc Technologies                   | Рутер | УК               | $9.000.000     | [ 58 ]            |
| 23. август 2004.    | P-Cube                              | Сервис платформе преузимања | Израел           | $200.000.000   |                   |
| 9. септембар 2004.  | NetSolve                            | Информациона технологија | Сједињене Државе | $128.500.000   | [ 59 ] [ 60 ]     |
| 13. септембар 2004. | dynamicsoft                         | Комуникациони софтвер | Сједињене Државе | $55.000.000    | [ 61 ] [ 62 ]     |
| 21. октобар 2004.   | Perfigo                             | Рачунарска мрежа | Сједињене Државе | $74.000.000    | [ 63 ]            |
| 17. новембар 2004.  | Jahi Networks                       | Мрежни менаџмент | Сједињене Државе | $16.000.000    | [ 64 ]            |
| 9. децембар 2004.   | BCN Systems                         | Рутер | Сједињене Државе | $34.000.000    | [ 65 ]            |
| 20. децембар 2004.  | Protego Networks                    | Заштита рачунарских мрежа | Сједињене Државе | $65.000.000    | [ 66 ]            |
| 12. јануар 2005.    | Airespace                           | Бежични LAN | Сједињене Државе | $450.000.000   | [ 67 ]            |
| 14. април 2005.     | Topspin Communications              | LAN пребацивање | Сједињене Државе | $250.000.000   | [ 68 ]            |
| 26. април 2005.     | Sipura Technology                   | Интернет телефонија | Сједињене Државе | $68.000.000    | [ 69 ] [ 70 ]     |
| 23. мај 2005.       | Vihana                              | Полупроводник | Сједињене Државе | $30.000.000    | [ 71 ] [ 72 ]     |
| 26. мај 2005.       | FineGround Networks                 | Заштита рачунарских мрежа | Сједињене Државе | $70.000.000    | [ 73 ] [ 74 ]     |
| 14. јун 2005.       | M.I. Secure Corporation             | Виртуелна приватна мрежа | Сједињене Државе | $13.000.000    | [ 75 ]            |
| 27. јун 2005.       | Netsift                             | Рачунарска мрежа | Сједињене Државе | $30.000.000    | [ 76 ]            |
| 22. јул 2005.       | KISS Technology                     | Технологија забаве | Данска           | $61.000.000    | [ 77 ]            |
| 26. јул 2005.       | Sheer Networks                      | Сервисни менаџмент | Сједињене Државе | $97.000.000    |                   |
| 30. септембар 2005. | Nemo Systems                        | Рачунарска мрежа | Сједињене Државе | $12.500.000    |                   |
| 18. новембар 2005.  | Scientific-Atlanta                  | Дигитална кабловска | Сједињене Државе | $6.900.000.000 |                   |
| 29. новембар 2005.  | Cybertrust                          | Прикупљање информација | Сједињене Државе | $14.000.000    |                   |
| 7. март 2006.       | SyPixx Networks                     | Надгледање | Сједињене Државе | $51.000.000    |                   |
| 8. јун 2006.        | Metreos                             | Интернет телефонија | Сједињене Државе | $28.000.000    | [ 78 ]            |
| 8. јун 2006.        | Audium                              | Интернет телефонија | Сједињене Државе | $19.800.000    | [ 78 ]            |
| 6. јул 2006.        | Meetinghouse                        | Рачунарска безбедност | Сједињене Државе | $43.700.000    | [ 79 ]            |
| 21. август 2006.    | Arroyo Video Solutions              | Видео на захтев | Сједињене Државе | $92.000.000    | [ 80 ]            |
| 10. октобар 2006.   | Ashley Laurent                      | Пролаз (телекомуникације) | Сједињене Државе | —              |                   |
| 25. октобар 2006.   | Orative                             | Мобилне апликације | Сједињене Државе | $31.000.000    |                   |
| 13. новембар 2006.  | Greenfield Networks                 | Полупроводник | Сједињене Државе | —              |                   |
| 15. децембар 2006.  | Tivella                             | Дигиталне ознаке / IPTV | Сједињене Државе | —              | [ 81 ]            |
| 4. јануар 2007.     | IronPort                            | Рачунарска безбедност | Сједињене Државе | $830.000.000   | [ 82 ] [ 83 ]     |
| 9. фебруар 2007.    | Five Across                         | Сервис за друштвену мрежу | Сједињене Државе | —              | [ 84 ] [ 85 ]     |
| 21. фебруар 2007.   | Reactivity                          | Веб сервиси | Сједињене Државе | $135.000.000   | [ 86 ] [ 87 ]     |
| 5. март 2007.       | Utah Street Networks                | Сервис за друштвену мрежу | Сједињене Државе | —              | [ 88 ] [ 89 ]     |
| 13. март 2007.      | NeoPath                             | Складиштење података | Сједињене Државе | —              | [ 90 ] [ 91 ]     |
| 15. март 2007.      | WebEx                               | Веб конференцирање | Сједињене Државе | $3.200.000.000 | [ 92 ] [ 93 ]     |
| 28. март 2007.      | SpansLogic                          | Рачунарска мрежа | Сједињене Државе | —              | [ 94 ] [ 95 ]     |
| 21. мај 2007.       | BroadWare Technologies              | Надгледање | Сједињене Државе | —              | [ 96 ]            |
| 18. септембар 2007. | Cognio                              | Мобилне апликације | Сједињене Државе | —              | [ 97 ] [ 98 ]     |
| 27. септембар 2007. | Latigent                            | Менаџмент перформанси бизниса | Сједињене Државе | —              | [ 99 ]            |
| 23. октобар 2007.   | Navini Networks                     | WiMAX | Сједињене Државе | $330.000.000   | [ 100 ]           |
| 1. новембар 2007.   | Securent                            | Менаџмент дигиталних права | Сједињене Државе | $100.000.000   | [ 101 ] [ 102 ]   |
| 8. април 2008.      | Nuova Systems, Inc.                 | Рачунарска мрежа | Сједињене Државе | $678.000.000   | [ 103 ]           |
| 10. јун 2008.       | DiviTech A/S                        | Менаџмент дигиталног сервиса | Данска           | —              | [ 104 ]           |
| 23. јул 2008.       | Pure Networks, Inc.                 | Софтвер | Сједињене Државе | $120.000.000   | [ 105 ]           |
| 27. август 2008.    | PostPath                            | Електронска пошта | Сједињене Државе | $215.000.000   | [ 106 ]           |
| 19. септембар 2008. | Jabber, Inc.                        | Присуство информација | Сједињене Државе | —              | [ 107 ]           |
| 27. јануар 2009.    | Richards-Zeta Building Intelligence | Систем грађења менаџмента | Сједињене Државе | —              | [ 108 ]           |
| 19. март 2009.      | Pure Digital Technologies           | Дигитални видео | Сједињене Државе | $590.000.000   | [ 109 ] [ 110 ]   |
| 1. мај 2009.        | Tidal Software                      | Менаџмент интелигентне апликације | Сједињене Државе | $105.000.000   | [ 111 ]           |
| 27. октобар 2009.   | ScanSafe                            | SaaS провајдер заштите на Вебу | УК               | $183.000.000   | [ 112 ]           |
| 2. новембар 2009.   | Set-top box business of DVN         | Кабл | Кина             | —              | [ 113 ]           |
| 18. децембар 2009.  | Starent Networks                    | Еволуција архитектуре система | Сједињене Државе | $2.900.000.000 | [ 114 ]           |
| 18. април 2010.     | Tandberg                            | Видео-конференција | Норвешка         | $3.300.000.000 | [ 115 ]           |
| 18. мај 2010.       | MOTO Development Group              | Дизајн линије производа | Сједињене Државе | —              |                   |
| 20. мај 2010.       | CoreOptics                          | Процесирање дигиталног сигнала | Сједињене Државе | —              |                   |
| 26. август 2010.    | ExtendMedia                         | Видео | Сједињене Државе | —              | [ 116 ]           |
| 2. септембар 2010.  | Arch Rock Corporation               | Паметна мрежа | Сједињене Државе | —              | [ 117 ]           |
| 1. децембар 2010.   | LineSider Technologies              | Софтвер мрежног менаџмента | Сједињене Државе | —              | [ 118 ]           |
| 26. јануар 2011.    | Pari Networks                       | Мрежа конфигурација и управљања променама (NCCM) | Сједињене Државе | —              | [ 119 ]           |
| 4. фебруар 2011.    | Inlet Technologies                  | Adaptive Bit Rate (ABR) платофрме процесирања дигиталне медије | Сједињене Државе | $95.000.000    | [ 120 ]           |
| 29. март 2011.      | newScale Inc.                       | [Cisco Intelligent Automation for Cloud] | Сједињене Државе | —              | [ 121 ]           |
| 21. август 2011.    | AXIOSS Software and Talent          | IT Софтвер сервисног менаџмента | Финска           | $31.000.000    | [ 122 ] [ 123 ]   |
| 29. август 2011.    | Versly                              | Интегрисани софтвер | Сједињене Државе | —              | [ 124 ] [ 125 ]   |
| 20. октобар 2011.   | BNI Video                           | Видео | Сједињене Државе | $99.000.000    | [ 126 ] [ 127 ]   |
| 15. март 2012.      | NDS Group                           | Условни приступ | УК               | $5.000.000.000 | [ 128 ]           |
| 16. јул 2012.       | Virtuata                            | Безбедносни софтвер | Сједињене Државе | —              | [ 129 ]           |
| 15. новембар 2012.  | Cloupia                             | Услуге облака | Сједињене Државе | $125.000.000   | [ 130 ]           |
| 19. новембар 2012.  | Meraki                              | Жична и бежична мрежа облака | Сједињене Државе | $1.200.000.000 | [ 131 ]           |
| 29. новембар 2012.  | Cariden                             | SP умрежавање | Сједињене Државе | $141.000.000   | [ 132 ]           |
| 23. јануар 2013.    | Intucell                            | Мобилне апликације | Израел           | $475.000.000   | [ 133 ]           |
| 29. јануар 2013.    | Cognitive Security                  | Заштита од сајбер претњи | Чешка            | —              | [ 134 ]           |
| 25. март 2013.      | SolveDirect                         | Услуге облака | Аустрија         | $21.194,000    | [ 135 ]           |
| 3. април 2013.      | Ubiquisys                           | Мобилне апликације | УК               | $310.000.000   | [ 136 ]           |
| 29. мај 2013.       | JouleX                              | Менаџмент енергије | Сједињене Државе | $107.000.000   | [ 137 ]           |
| 30. јул 2013.       | Composite Software                  | Виртуализација података | Сједињене Државе | $180.000.000   | [ 138 ]           |
| 23. јул 2013.       | Sourcefire                          | Рачунарска безбедност | Сједињене Државе | $2.700.000.000 | [ 139 ] [ 140 ]   |
| 10. септембар 2013. | Whiptail                            | Прилагодљив ССД провајдер системске меморије | Сједињене Државе | $415.000.000   | [ 141 ] [ 142 ]   |
| 10. децембар 2013.  | Insieme                             | Примена оријентисане инфраструктуре центра података | Сједињене Државе | ----           | [ 143 ]           |
| 17. децембар 2013.  | Collaborate.com                     | Мобилна сарадња и рачунарство у облаку | Сједињене Државе | ----           | [ 144 ]           |
| 16. јун 2014.       | ThreatGRID                          | Обједињене анализа вируса и претњи интелигенцији | Сједињене Државе | ----           | [ 145 ]           |
| 27. јун 2014.       | Assemblage                          | Софтвер сарадње облака | Данска           | ----           | [ 146 ]           |
| 9. јул 2014.        | Tail-f Systems                      | Мрежни сервис оркестрације решења | ШВЕ              | ----           | [ 147 ]           |
| 27. јул 2014.       | Metacloud                           | Размештање и рад приватних облака за глобалне организације са јединственим отвореним стеком као моделом услуга                                                                                    | Сједињене Државе | ----           | [ 148 ]           |
| 29. мај 2015.       | Tropo                               | Обезбеђује развојну платформу за комуникацију у реалном времену | Сједињене Државе | ----           | [ 149 ]           |
| 12. јун 2015.       | Piston Cloud Computing              | Обезбеђује софтвер који омогућава усмерено оперативно распоређивање великих дистрибуираних система                                                                                                | Сједињене Државе | ----           | [ 150 ]           |
| 30. јун 2015.       | OpenDNS                             | Обезбеђење преноса података у облацима за компаније | Сједињене Државе | $635.000.000   | [ 151 ]           |
| 7. јул 2015.        | MaintenanceNet                      | Даје софтверску платформу базирану на облаку да користи аналитику података и аутоматизацију за управљање и обнављање уговора са клијентима.                                                       | Сједињене Државе | $139.000.000   | [ 152 ]           |
| 25. октобар 2015.   | 1 Mainstream                        | Нуди видео платформе базиране на облаку дизајниране за брзо покретање уживо и на захтев ОТТ видео сервиса различитих повезаних уређаја                                                            | Сједињене Државе | ----           | [ 153 ]           |
| 22. децембар 2015.  | Lancope                             | Побољшава безбедности Cisco компаније свуда, омогућавајући мрежи да постане сензор безбедности, испоручивање континуиране видљивости, а убрзање одговора на инциденте преко проширеног предузећа. | Сједињене Државе | ----           | [ 154 ]           |
| 3. фебруар 2016.    | Jasper Technologies                 | Истраживачи који раде на платофрми облака Интернет ствари | Сједињене Државе | $1.400.000.000 | [ 155 ]           |